# Amanoellah Khan
Ghazi Amir Amanoellah Khan (Pasjtoe: امان الله خان; Perzisch: امان‌الله خان) (Paghman, nabij Kabul, 1 juni 1892 - Zürich, 25 april 1960) was emir van Afghanistan van 1919 tot 1929. Vanaf 1926 droeg hij de titel shah (koning). Hij is vooral bekend geworden als drastisch vernieuwer, die weinig navolging genoot onder de conservatieve bevolking in de provincies.
Amanoellah werd geboren als zoon van emir Habiboellah Khan, die in 1919 vermoord werd. Op dat moment had Amanoellah het leger al onder controle en was hij gouverneur van Kabul. Hij claimde onmiddellijk en met succes het emirschap.
Op dat moment was de USSR juist opgericht en van de verstoring in de relatie tussen het Verenigd Koninkrijk en dat land maakte Amanoellah gebruik door de Engelsen, die voorheen krachtens een verdrag met Rusland Afghanistan als bufferstaat beheersten, toegang tot zijn land te ontzeggen. In 1921 werd een wapenstilstand gesloten en trokken de Britse legers zich terug.
Vanaf dat moment richtte hij zich op ingrijpende hervormingen. Naar voorbeeld van president Atatürk van Turkije legaliseerde en bevorderde hij het onderwijs voor iedereen, ook voor meisjes en schafte hij de wetten af die het dragen van een boerka verplicht stelden. Dit alles liet hij vastleggen in een grondwet. De wetten werden allemaal zo goed als ineens ingevoerd en veroorzaakten grote onvrede bij de traditioneel en religieus ingestelde bevolking. In zijn hervormingen werd hij bijgestaan door zijn vrouw Soraya Tarzi. In 1924 werd een volksopstand ternauwernood neergeslagen.
Intussen bracht hij het land tot grote rijkdom door het aanleggen en verbeteren van handelsroutes en doordat de USSR en Groot-Brittannië beide vat op het land probeerden te krijgen met allerlei gunsten.
In 1927 was Amanoellah in Europa en tijdens zijn afwezigheid liep een opstand in Jalalabad uit op een mars naar Kaboel, waarbij het leger massaal deserteerde. In 1929 deed de koning formeel afstand van zijn troon en leefde voortaan in ballingschap: aanvankelijk in Brits-Indië, later in Italië en uiteindelijk in Zwitserland.
Amanoellah werd opgevolgd door Inajatoellah Khan.

## Trivia
De Nederlandse uitdrukking 'ammehoela' is een zinspeling op en verbastering van de naam van deze koning, ontstaan in de tijd dat hij in Europa een veelbesproken mediapersoonlijkheid was. Een tik met de rechterhand op de rechterbil bij de gierende uitroep 'ammehoela' was heel populair. Er werd mee aangegeven dat de koning van zijn volk een schop onder zijn achterste had gehad.